# Ingela Nylund Watz
Ingela Nylund Watz (1962) é uma política do Partido Social-Democrata sueco.
Ela foi eleita membro do Riksdag em representação do círculo eleitoral do Condado de Estocolmo pelos sociais-democratas.